# Бєлокаменка (Ульяновська область)
Бєлокаменка (рос. Белое Озеро) — селище в Ніколаєвському районі Ульяновської області Російської Федерації.
Населення становить 309 осіб. Входить до складу муніципального утворення Дубровське сільське поселення.

## Історія
Від 2004 року входить до складу муніципального утворення Дубровське сільське поселення.

## Населення
| 2010 |
| ---- |
| 309  |